# カラスと雀
『カラスと雀』（からすとすずめ、簡: 乌鸦与麻雀、拼音: Wūyā yŭ Máquè、英: Crows and Sparrows）は、1949年の中国の映画。監督はチョン・チュンリー。制作は崑崙影業公司。邦題はひらがなで『からすとすずめ』とされることもある。

## 概要
1948年から翌年にかけて、国民政府政権が崩壊寸前の時勢の中で撮影され、劇中では腐敗した中国国民党の官僚を批判的な立場から描いている。中国共産党が国民政府から政権を奪取し、中華人民共和国が建国された後に公開された。
出演俳優はチャオ・タン、スン・タオリン、ウー・イン、ジャングァン・ユンジューら。